# رومانو پرتیکون
رومانو پرتیکون (انگلیسی: Romano Perticone؛ زادهٔ ۱۳ اوت ۱۹۸۶) بازیکن فوتبال اهل ایتالیا است.
از باشگاه‌هایی که در آن بازی کرده‌است می‌توان به باشگاه فوتبال هلاس ورونا، باشگاه فوتبال تراپانی، باشگاه فوتبال مودنا، باشگاه فوتبال کرمونزه، باشگاه فوتبال سمپدوریا، باشگاه فوتبال چزنا، باشگاه فوتبال امپولی، باشگاه فوتبال آ.ث. میلان، باشگاه فوتبال لیورنو، باشگاه فوتبال نووارا، و باشگاه فوتبال یو. اس. پرگولیتزه اشاره کرد.
وی همچنین در تیم‌های ملی فوتبال زیر ۱۹ سال ایتالیا و زیر ۲۰ سال ایتالیا بازی کرده‌است.